# Иосиф (Кононович-Горбацкий)
Епископ Ио́сиф (в миру О́сип Кононо́вич-Горба́цкий; ум. 1653) — философ, логик и богослов, епископ Могилёвский, Мстиславский и Оршанский (Белорусский).

## Биография
Родился в начале XVIII века вероятно, в Галиции. Образование получил, вероятно в Замойской академии в Польше.
В 1635 году был приглашён из Львова в Киево-Могилянскую коллегию для преподавания риторики. В 1639—1642 годах — профессор философии, в 1642—1646 годах — был игуменом Киевского Братского училищного монастыря и ректором Богоявленского училища (по другим сведениям — ректор Киево-Могилянской академии).
На Киевском соборе 1640 года ему вместе с Иннокентием Гизелем было доверено записывать определения собора, названные «изложением веры руссов» («Православное исповедание кафолической и апостольской церкви восточной»), одобренные с поправками на соборе в Яссах в 1642 году. На этом соборе он участвовал в опровержении учения Кальвина.
В 1646—1650 годах — игумен Киевского Михайловского Златоверхого монастыря.
За свою учёность пользовался большим уважением у современников, в том числе митрополита Петра Могилы, вместе с которым подготовил к печати Требник.
Был хиротонисан 2 мая 1650 года во епископа Могилёвского.
Скончался 25 февраля (7 марта) 1653 года в Могилёве. Похоронен в могилёвском Спасо-Преображенском соборе.

## Философия и логика
Он является автором первого известного курса риторики на Украине Orator Mohileanus Marci Tullii Ciceronis apparatissimis partitionibus excultus («Оратор могилянский…», 1635), ряда работ философского и богословского содержания, прежде всего латиноязычного учебника по логике Subsidium Logicae (1639—1640).
Философская мысль Кононовича-Горбацкого нашла продолжение и развитие в творчестве его учеников и последователей: Иоасафа Кроковского, Стефана Яворского, Феофана Прокоповича, Георгия Конисского.